# Xederra gwynnei
Xederra gwynnei är en insektsart som beskrevs av Rentz, D.C.F. 1985. Xederra gwynnei ingår i släktet Xederra och familjen vårtbitare. Inga underarter finns listade i Catalogue of Life.